# Janovice nad Úhlavou

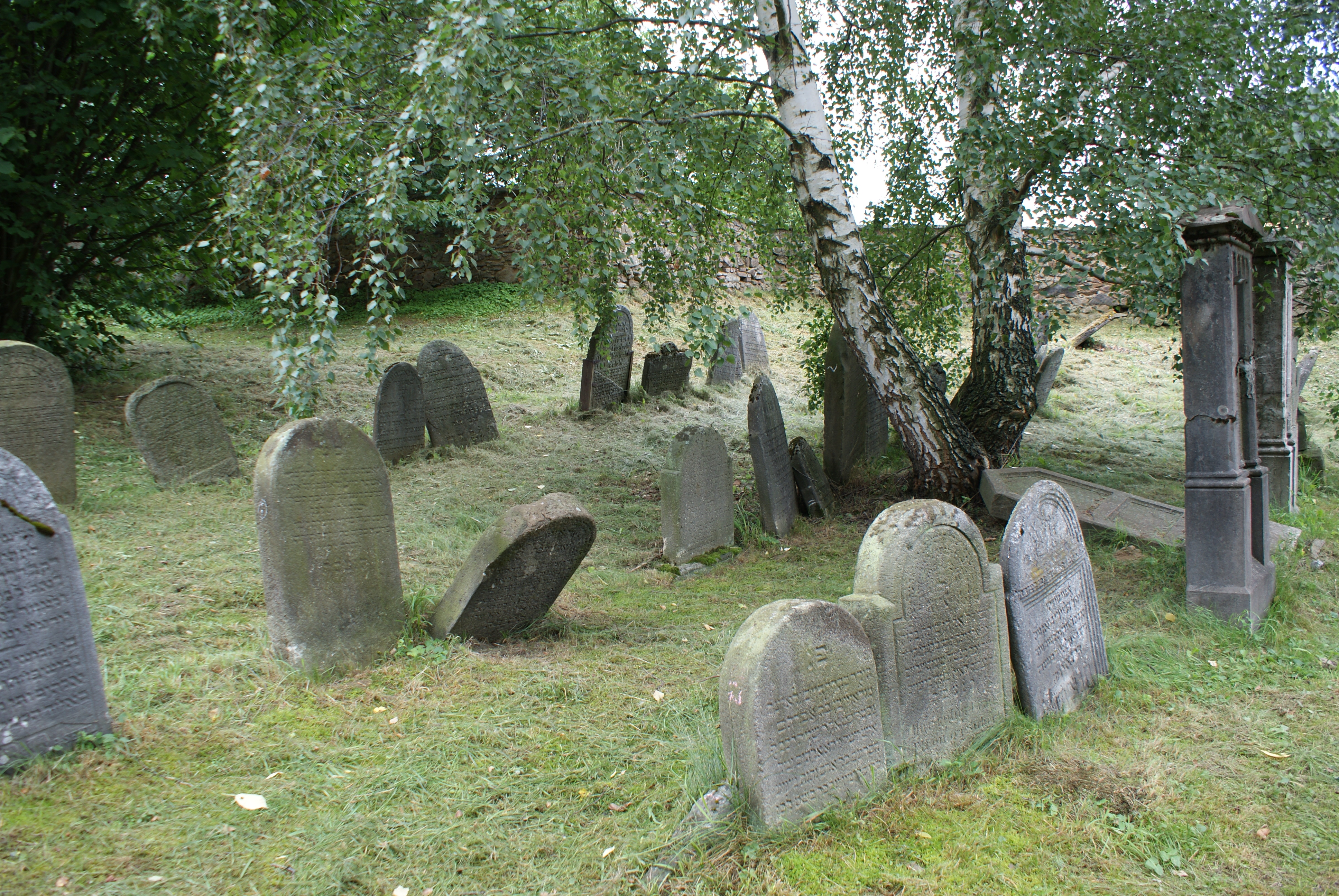
Jüdischer Friedhof

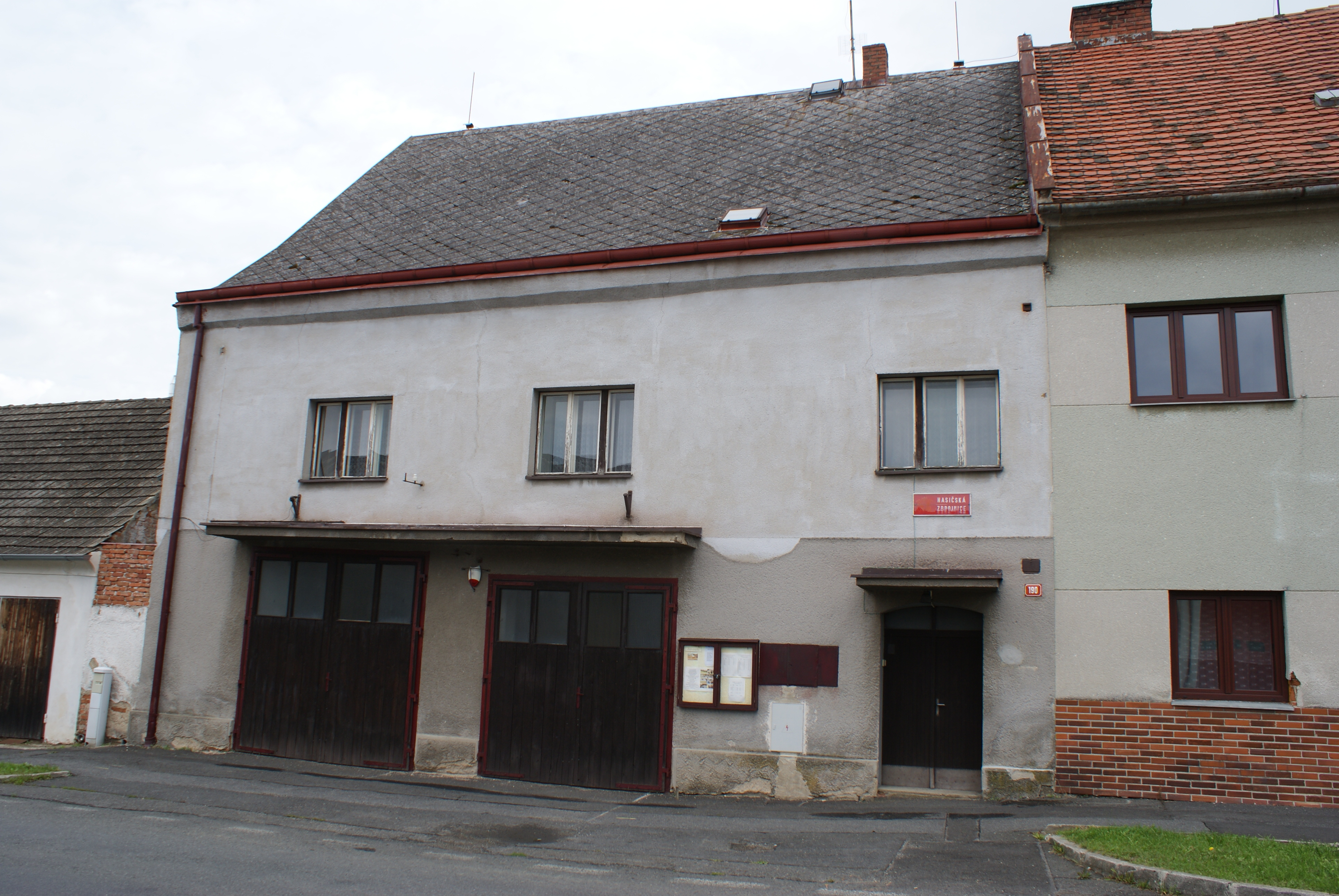
Ehemalige Synagoge

Janovice nad Úhlavou (deutsch Janowitz an der Angel) ist eine Stadt in Tschechien. Sie liegt acht Kilometer südwestlich von Klatovy und gehört zum Okres Klatovy.

## Geographie
Janovice nad Úhlavou befindet sich im Janovický úval (Janowitzer Senke), dem südlichsten Teil der Švihovská vrchovina (Schwihauer Bergland). Die Stadt liegt rechtsseitig der Úhlava (Angel) an der Einmündung des Flüsschens Jelenka. Durch Janovice verläuft die Staatsstraße II/191 zwischen Nýrsko und Klatovy, von der im Ort die Straße II/171 nach Běšiny abzweigt. Westlich der Stadt verläuft am gegenüberliegenden Flussufer die Bahnstrecke Plzeň–Železná Ruda, von der im Bahnhof Janovice (im Ortsteil Spůle) die Bahnstrecke Janovice nad Úhlavou–Domažlice abzweigt. Südlich erhebt sich der Burgberg (560 m) mit der Burgruine Klenová.
Nachbarorte sind Plešiny, Vítaná, Rohozno und Bezděkov im Norden, Dolní Lhota, Novákovice, Lomec, Vacovy und Loreta im Nordosten, Týnec und Rozpáralka im Osten, Loučany, Pláň und Klenová im Südosten, Rovná, Opálka, Rameno und Ondřejovice im Süden, Kasárna, Petrovice nad Úhlavou und U Švarců im Südwesten, Dubová Lhota und Běhařov im Westen sowie Miletice, Veselí und Spůle im Nordwesten.

## Geschichte
Die erste schriftliche Erwähnung von Janovicium erfolgte im Jahre 1290 als Besitz des Jan von Janowitz, der wahrscheinlich auch der Erbauer der Burg am Handelsweg Výšinná cesta war. Nach dessen Tod fiel die Burg an die böhmische Krone heim, König Johann von Luxemburg überließ sie Peter von Rosenberg. In der ersten Hälfte des 14. Jahrhunderts erlangte Bohuslaw von Janowitz die Burg zurück. Janowitz wurde in der zweiten Hälfte des 14. Jahrhunderts zum Städtchen erhoben. Ulrich Janowsky von Janowitz kaufte in der ersten Hälfte des 15. Jahrhunderts eine Hälfte des Gutes Bystřice nad Úhlavou auf und erweiterte die Herrschaft. Zu Beginn des 16. Jahrhunderts überwarf sich Hermann Janowsky von Janowitz mit König Vladislav II. Jagiello und floh aus Böhmen. Der nachfolgende Besitzer, Peter Suda von Řenče, machte die Burg zum Ausgangspunkt von Raubzügen. Im Jahre 1520 belagerten Truppen der Städte Klattau, Mies und Pilsen den Raubrittersitz, eroberten und schleiften ihn. Nach der Beilegung der Fehde mit dem König erhielt Hermanns Sohn Ulrich den Besitz als freies Gut zurück. An der Stelle der zerstörten Burg errichteten die Janowsky von Janowitz einen Wirtschaftshof, der auch als Schlösschen bezeichnet wurde. Nach der Schlacht am Weißen Berg fiel das Gut Janowitz in das Lehnverhältnis zurück. Am 30. Oktober 1674 verkaufte die Familie Janowsky von Janowitz das überschuldete Gut dem Prager Erzbischof Matthäus Ferdinand Sobek von Bilenberg. Zum Ende des 17. Jahrhunderts kaufte Wilhelm Albrecht Kolowrat-Krakowsky das Gut Janowitz und schlug es seiner Herrschaft Deschenitz zu. 1757 schlossen die Grafen Kolowrat-Krakowsky die Herrschaft Deschenitz an die Herrschaft Bistritz an der Angel an. Zu Beginn des 19. Jahrhunderts wurden die letzten Reste der alten Burg für die Anlage eines Friedhofes beseitigt. Bis zur Mitte des 19. Jahrhunderts blieb Janowitz der Herrschaft Bistritz an der Angel untertänig.
Nach der Aufhebung der Patrimonialherrschaften bildete Janovice/Janowitz ab 1850 eine Stadtgemeinde im Gerichtsbezirk Klattau. Ab 1868 gehörte die Stadt zum Bezirk Klattau. Das „Schlösschen“ wurde Anfang des 20. Jahrhunderts zu einer Brennerei umgebaut. Der heutige Ortsname Janovice nad Úhlavou wurde 1924 eingeführt. Ende 1950 wurde Janovice nad Úhlavou zu einem Standort der tschechoslowakischen Armee. In den 1960er Jahren wurde auf einem südwestlich der Stadt gelegenen Militärgelände mit einer Fläche von 45 ha eine der größten und modernsten Kasernenanlagen des Landes errichtet.
Am 1. Juli 1975 wurden Hvízdalka, Ondřejovice, Rohozno, Spůle (mit Plešiny) und Veselí eingemeindet. Petrovice nad Úhlavou wurde am 1. Jänner 1976 von Bystřice nad Úhlavou nach Janovice nad Úhlavou umgemeindet. Mit der Eingemeindung von Běhařov (mit Dubová Lhota und Úborsko) sowie Týnec (mit Dolní Lhota, Horní Lhota, Javor, Klenová, Lomec, Loreta, Loučany, Novákovice, Rozpáralka und Vacovy) vergrößerte sich das Stadtgebiet am 1. Jänner 1980 erheblich. 1989 wurde der Friedhof auf dem Burgstall aufgehoben. Ein Teil der eingemeindeten Orte löste sich nach 1990 wieder los. Der Militärstandort wurde im Zuge der Reform der tschechischen Streitkräfte am 15. Oktober 2004 aufgelöst. Die Stadt übernahm das gesamte ehemalige Militärstädtchen als Entwicklungszone.

## Jüdische Gemeinde
Der erste Nachweis über die Existenz von Juden in Janovice erfolgte 1466, als Ulrich Janowsky von Janowitz dem Juden Baroch gestattete, sich mit seiner Verwandtschaft in der Stadt niederzulassen. Die Synagoge und der jüdische Friedhof wurden 1723 angelegt. 1724 lebten fünf jüdische Familien in der Stadt. Nachfolgend wuchs die jüdische Gemeinde stark an, 1838 gab es in Janovice bereits 21 jüdische Familien. Im Jahre 1880 lebten in der Stadt 58 Juden, im Jahre 1900 waren es 47 und 1930 nur noch 15. Während der deutschen Besetzung erlosch die jüdische Gemeinde, die nicht mehr benötigte Synagoge wurde 1951 zum Feuerwehrhaus umgebaut.

## Gemeindegliederung
Die Stadt Janovice nad Úhlavou besteht aus den Ortsteilen Dolní Lhota (Unter Lhota), Dubová Lhota (Aichen Lhota, früher Aichen), Hvízdalka (Hwizdalka, 1939–1945: Pfeifersdorf), Janovice nad Úhlavou (Janowitz an der Angel), Ondřejovice (Ondřowic, 1939–1945: Andreasdorf), Petrovice nad Úhlavou (Petrowitz an der Angel), Plešiny (Pleschin), Rohozno (Rohosno, früher Rohozna), Spůle (Spule), Vacovy (Watzau) und Veselí (Wesely, 1939–1945: Wesseln). Grundsiedlungseinheiten sind Dolní Lhota, Dubová Lhota, Hvízdalka, Janovice nad Úhlavou, Kasárna, Ondřejovice, Petrovice nad Úhlavou, Plešiny, Rohozno, Spůle, Vacovy und Veselí. Zu Janovice nad Úhlavou gehören außerdem die Rotte Osina (Wussiwa) sowie die Einschichten Granátka (Kranatka), Koblince, Lhotský Mlýn (Aichen-Mühle), Markův Mlýn (Marker Mühle), Na Hůrce, Petrovický Mlýn (Petrowsky-Mühle), Rameno, U Burců, U Červeňáků, U Pantoflářů, U Švarců und V Lukách.
Das Gemeindegebiet gliedert sich in die Katastralbezirke Dolní Lhota u Klatov, Dubová Lhota, Hvízdalka, Janovice nad Úhlavou, Ondřejovice u Janovic nad Úhlavou, Petrovice nad Úhlavou, Rohozno, Spůle, Vacovy und Veselí nad Úhlavou.

## Sehenswürdigkeiten
- frühgotische Kirche des Johannes der Täufer aus dem Ende des 13. Jahrhunderts. Im Jahre 1764 erfolgte ein barocker Umbau.
- Schloss Veselí, errichtet 1863 für Friedrich von Stadion-Thannhausen anstelle einer aus dem 14. Jahrhundert stammenden Feste. Die Grafen von Stadion-Thannhausen besaßen das Gut bis 1885, danach wechselten die Besitzer oftmals. Während der deutschen Besetzung wurde das Schloss als jüdisches Eigentum konfisziert. Nach dem Zweiten Weltkrieg ging das Schloss in den Besitz des tschechoslowakischen Staates über, der es dem Verfall überließ. In den 1990er Jahren wurde die Ruine privatisiert, Instandsetzungsarbeiten haben aber nicht stattgefunden.
- Burgruine und Schloss Klenová, südlich über der Stadt, die Anlage wurde 1951 zum Bedeutenden Kulturdenkmal erklärt.
- Reste der Wasserburg Janovice, erhalten sind nur Gräben und Bastionen der Vorburg. Der Burgkern wurde im 19. Jahrhundert abgetragen und an seiner Stelle ein Friedhof angelegt.
- Jüdischer Friedhof auf einer Anhöhe südwestlich der Stadt, er wurde 1723 angelegt, der älteste Grabstein stammt jedoch von 1705
- ehemalige Synagoge, errichtet 1723, sie wurde 1951 zum Feuerwehrhaus umgebaut
- Gezimmertes Haus neben der Kirche, Relikt der ursprünglichen Stadtkernbebauung
- historischer Gasthof am Markt

## Galerie

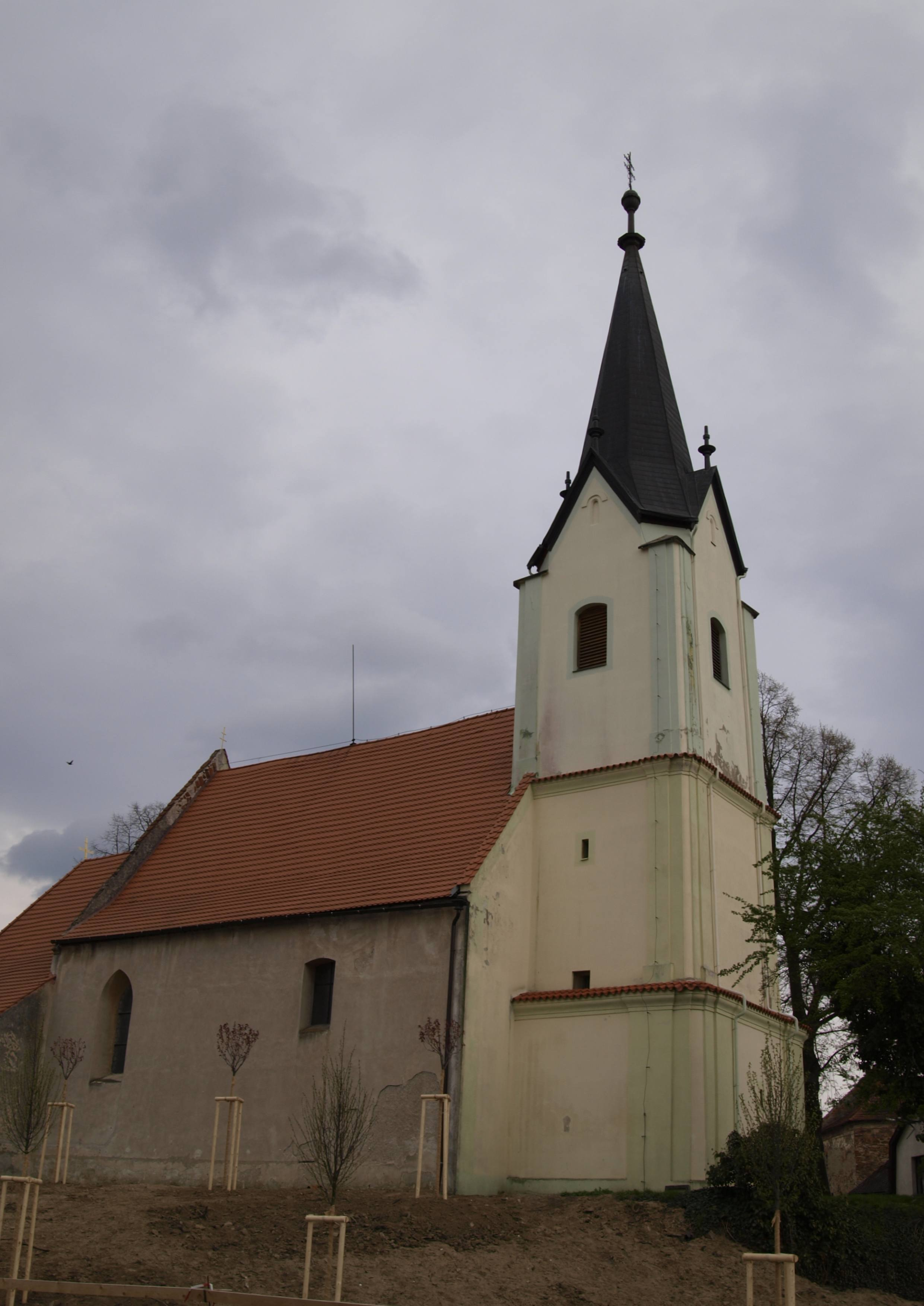
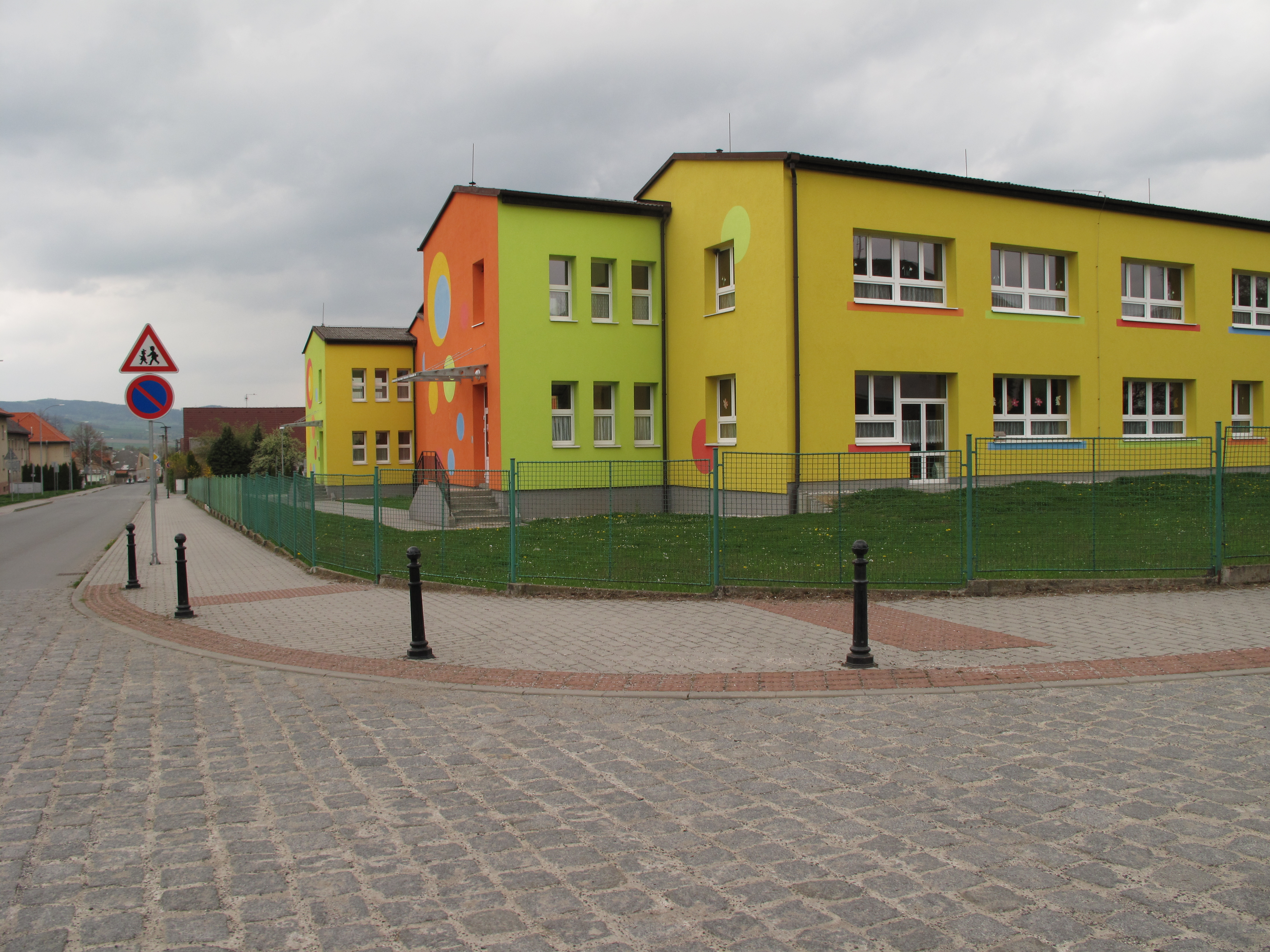
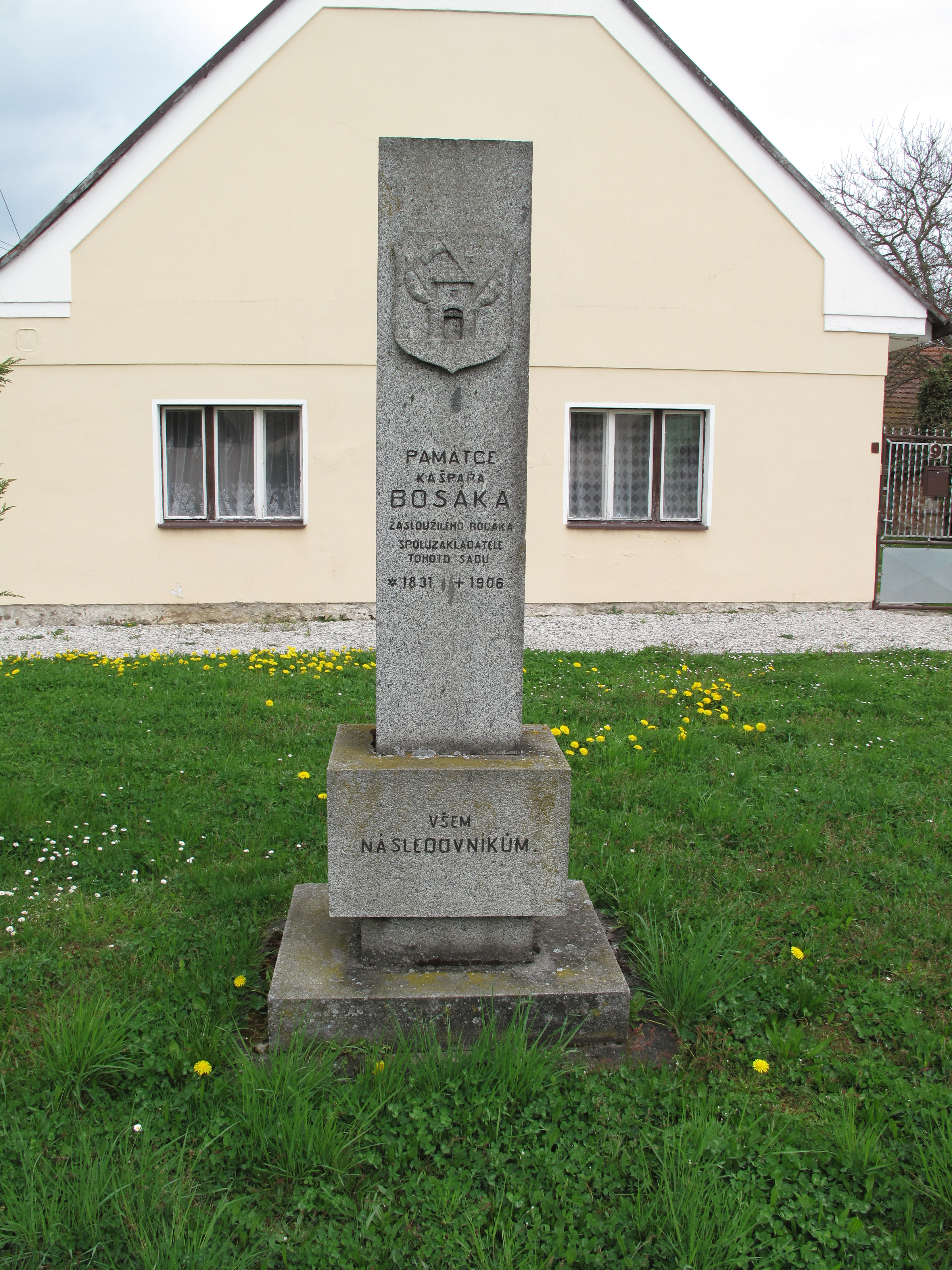